# Allium schrenkii
Allium schrenkii — вид рослин з родини амарилісових (Amaryllidaceae); поширений від південного Сибіру до Гімалаїв.

## Опис
Цибулина одиночна, циліндрична, діаметром 0.5–0.8 см; оболонка сірувато-коричнева. Листки лінійні, коротші від стеблини, 2–5 мм завширшки, плоскі, край гладенький. Стеблина 20–40 см, вкрита листовими піхвами на ≈ 1/3 довжини. Зонтик кулястий, багатоквітий. Оцвітина рожева або рожево-бузкова; сегменти з пурпурною серединною жилкою, довгасто-лінійні. 2n = 32.

## Поширення
Поширення: Казахстан, Монголія, південний Сибір, Китай (західний Сіньцзян), північно-західна Індія.
Населяє кам'яні схили у високих горах; 2400—2800 м.